# Distretto rurale di Lindi
Il distretto rurale di Lindi è un distretto della Tanzania situato nella regione di Lindi. È suddiviso in 30 circoscrizioni (wards) e conta una popolazione di 194 143 abitanti (censimento 2012).
Elenco delle circoscrizioni:
- Chiponda
- Kilangala
- Kilolambwani
- Kitomanga
- Kiwalala
- Kiwawa
- Longa
- Majengo
- Mandwanga
- Matimba
- Mchinga
- Milola
- Mipingo
- Mnara
- Mnolela
- Mtama
- Mtua
- Mtumbya
- Nachunyu
- Nahukahuka
- Namangwale
- Namupa
- Nangaru
- Navanga
- Nyangamara
- Nyangao
- Nyengedi
- Pangatena
- Rutamba
- Sudi